# マルグリット・ド・フランス (1158-1197)
マルグリット・ド・フランス（Marguerite de France, 1158年 - 1197年9月18日）は、フランス王ルイ7世と2度目の妃コンスタンス・ド・カスティーユ（カスティーリャ王アルフォンソ7世の娘）の娘。イングランドの共治王若ヘンリー王妃、後にハンガリー王ベーラ3世妃となった。英語名ではマーガレット・オブ・フランス（Margaret (Marguerite) of France）、ハンガリー語名ではマルギト（Margit）と呼ばれる。
異母姉にマリー、アリックス、同母妹にアデル（アデライード、アリスとも）、異母弟妹にフィリップ2世、アニェスがいる。

## 生涯
母コンスタンスが死去し、父ルイ7世がアデル・ド・シャンパーニュと3度目の結婚をした1160年、マルグリットはイングランド王ヘンリー2世の嗣子ヘンリー（後の若ヘンリー王）と結婚した。2人は2年前の1158年から婚約していたが、この年マルグリットは2歳、若ヘンリーは5歳であった。嫁資としてイングランドにヴェクサンが送られる予定だったが、正式な引き渡しが行われる前にヘンリー2世が勝手にヴェクサンを領有、ルイ7世の抗議を無視してショーモン城も乗っ取った。1177年、若ヘンリー王との間に長男ウィリアムが生まれたが、早産で3日後に亡くなった。
1182年にウィリアム・マーシャルとの不倫が噂されたが、これは若ヘンリー王から絶大な信頼を得ていたマーシャルを妬んだ他の騎士の中傷によるものではないかという説がある。このことによりマーシャルは若ヘンリー王の元を去らねばならなくなるが、翌1183年、若ヘンリー王は死の床にマーシャルを呼び寄せ、自分の代わりに十字軍に参加するよう言い残して病死しており、いずれにせよ2人の間に不倫の事実はなかったと思われる。
若ヘンリー王の死から3年後の1186年、マルグリットはハンガリー王ベーラ3世と再婚した。若ヘンリー王の死でヴェクサンはフランスへ返すことが決められていて、異母弟フィリップ2世は返還を要求したがヘンリー2世が拒否したため、ヴェクサンの領有権はフランスとイングランドの間に長く続く問題と化した。問題が解決したのは若ヘンリー王の弟リチャード1世とフィリップ2世が休戦を結び、リチャード1世がヴェクサンを返還した1195年である。
ベーラ3世との間には子は生まれず、1196年に2番目の夫とも死別、翌1197年に巡礼の途中で自身も死去した。
なお、マルグリットの同母妹アデルはリチャード1世の婚約者であったが、ヘンリー2世が王妃アリエノールを幽閉した後にヘンリー2世の愛人になったとされ、嫁資だったジゾールの領有問題もあり、ヴェクサン領有権と並んでフランス・イングランド間の争点であり続け、1191年、リチャード1世の即位後に婚約を解消している（リチャード1世はベレンガリア・オブ・ナヴァールと結婚）。それから4年後の1195年にアデルはフランスに帰されポンチュー伯ギヨーム2世と結婚した。